# Лю (хунну)
Лю (кит. 劉) — древний хуннский род, основавший царства Северная Хань (304—318) и Ранняя Чжао (318—329).

## Происхождение
Лю представляли собой один из древних родов южных хуннов, царствовавших в северном Китае. В отношении хуннов существуют монгольская, тюркская, енисейская и другие версии происхождения. Первая по времени теория о происхождении хунну была теория монголизма. Первым сторонником монголизма хунну явился Я. И. Шмидт. Также монгольскую теорию поддержали Н. Я. Бичурин, А. С. Шабалов, А. Тьерри, К. Ф. Нейман, Х. Хоуорс, К. М. Бэр, К. Сиратори, Е. Г. Кин и другие.
Тюркская теория происхождения хунну является на данный момент одной из самых популярных в мировом научном сообществе. В число сторонников тюркской теории происхождения хуннов входят Э. Паркер, Жан-Пьер Абель-Ремюза, Ю. Клапорт, Г. Рамстедт, Аннемари фон Габайн, О. Прицак и другие. Известный тюрколог С. Г. Кляшторный считал хунну преимущественно тюркоязычными племенами.

## История

### Северная Хань

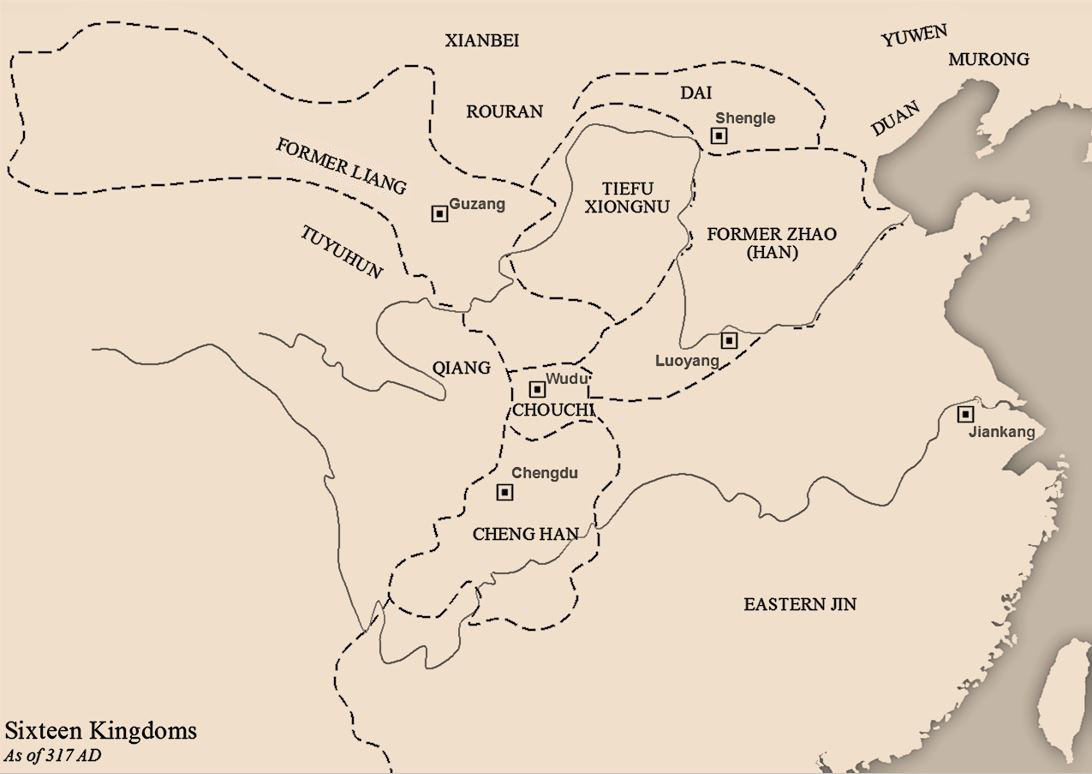
Царство Хань в 317 году

Основателем царства Северная Хань был Лю Юань, по прозвищу Юань-хай. Он был сыном Восточного Чжуки-князя Лю-Бао. Ещё в детстве в нём обнаружились необыкновенные таланты. Воспитываясь при китайском Дворе, он достиг больших успехов в китайской словесности; как военный обучался также тактике. Имел большую силу и исполинский рост.
В 279 году после смерти отца Лю Юань был поставлен начальником восточного аймака, а в 290 году определён главнокомандующим всех пяти хуннских аймаков, размещённых внутри северного Китая.
С 290 года в царствующем Доме Цзинь начались семейные раздоры, а с 300 года завязалась кровопролитная война между князьями. В это смутное время начальники пяти хуннских аймаков решили возвратить когда-то утраченные права и на общем собрании в 304 году объявили князя Лю Юань-хая Великим Шаньюем. Лю Юань-хай в том же году объявил себя государем с титулом Ван и дал своей династии название Хань и начал войну с Цзинь. В следующем году он перенёс столицу в Пьхин-ян-фу и объявил себя императором.
После смерти Лю Юаня в 310 году на престол вступил его сын Лю Хэ. После кратковременной смуты войска его младшего брата Лю Цуна ворвались во дворец и убили Лю Хэ. В период царствования Лю Цуна в 311 году хунны взяли обе китайские столицы Хэ-нань-фу и Си-ань-фу. Однако их военные действия имели переменный успех. В дальнейшем они со всеми силами обратились на север, где полководец Лю Ио был разбит сяньбийским Тоба Илу, правителем царства Дай.
Лю Цун скончался в 318 году. На престол вступил его сын Лю Цань, вскоре свергнутый Цзинь Чжунем. Цзинь Чжунь объявил себя государем с титулом Ван, но в конце года он был сам убит своими бывшими сообщниками.

### Ранняя Чжао

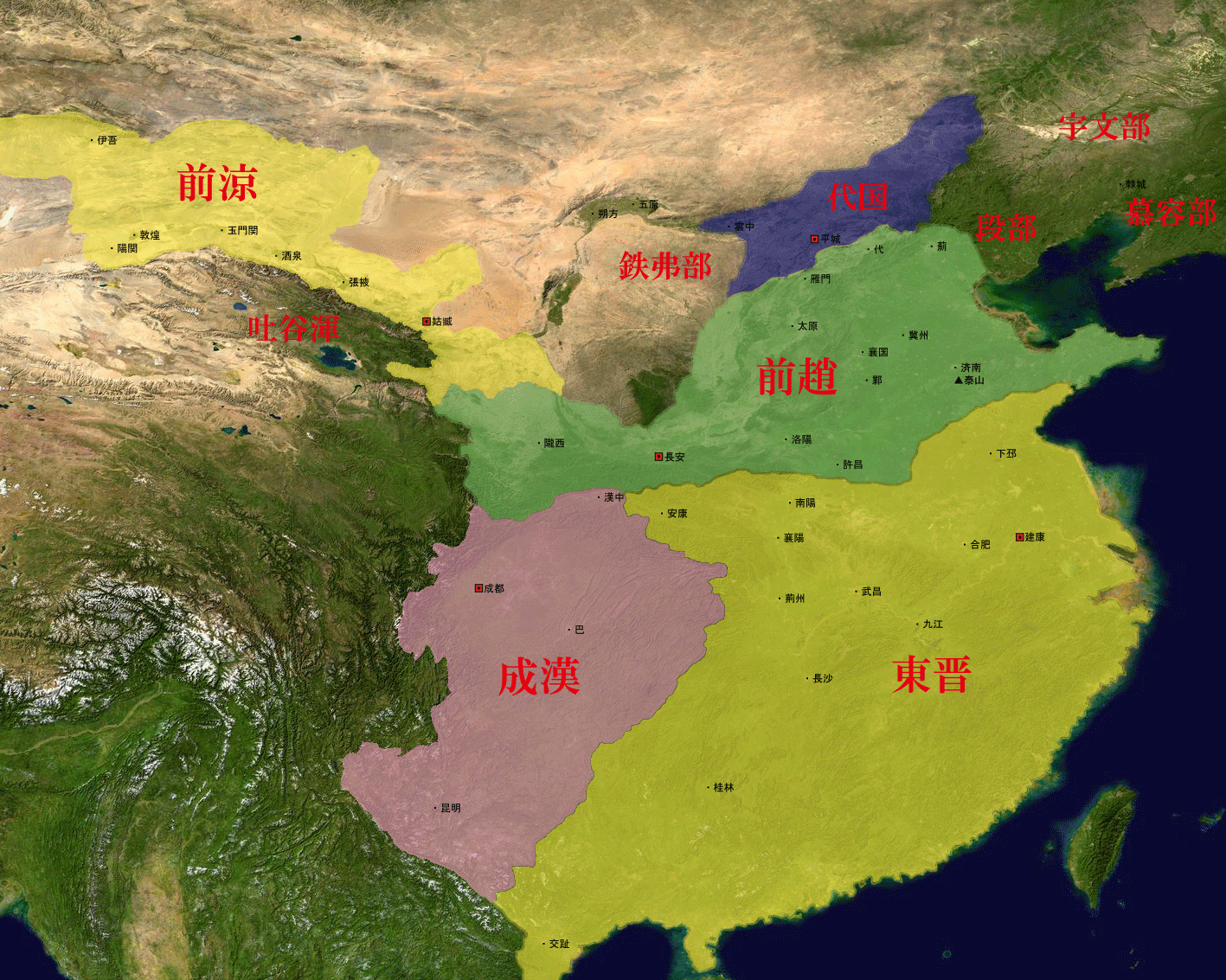
Царство Ранняя Чжао обозначено зелёным цветом и иероглифами 前趙

После этого князь Лю Яо прибыл из Си-ань-фу и вступил на престол. В 319 году он перенёс столицу в Си-ань-фу и переименовал династию, дав ей имя Чжао. Между тем его полководец Ши Лэ из племени цзе объявил себя государем с титулом Ван и основал династию Хоу Чжао, а столицу утвердил в восточной половине северного Китая в городе Шунь-дэ-фу. Таким образом северный Китай разделился на два государства, оба под владением южных хуннов. Хуанхэ стала границей между двумя царствами.
Лю Яо в 323 году завершил свои завоевания на западе, между тем Ши Лэ то же сделал на востоке. В 327 году Лю Яо и Ши Лэ начали войну между собой и продолжали её с переменным успехом до 328 года, в котором Ши Лэ, победив Лю Яо под стенами города Хэ-нань-фу, убил его.
В следующем году Ши Ху после поражении хуннов в Шан-ин взял в плен наследника Лю Сю с 3 тыс. князей и вельмож из хуннов и всех предал смерти. На смену царству Хань Чжао пришло второе царство южных хуннов под названием Поздняя Чжао, основанное родом Ши.